# 石峰杜鹃
石峰杜鹃（学名：Rhododendron scopulorum），为杜鹃花科杜鹃花属下的一个植物种。